# Arcul lui Hadrian (Jerash)
Arcul lui Hadrian este un monument istoric din Jerash. Monumentul a fost construit cu ocazia vizitei împăratului Hadrian din anii 129-130 în provincia romană Siria.

## Istoric
Orașul a fost cucerit în anul 63 i.e.n. de armatele generalului Pompei (Cneus Pompeius Magnus) și integrat în provincia romană Arabia.
Vestigiile romane din Jerash constau în porți grandioase, străzi flancate de coloane uriașe, piețe, temple și teatre amenajate în aer liber. Vestigiile s-au păstrat în condiții bune datorită climatului uscat de deșert din zonă și faptului că au fost acoperite, în mare parte, de nisip.
În extremitatea sudică a complexului se află poarta împăratului Hadrian, înaltă de 13 m și construită în anul 129 e.n. în onoarea împăratului roman prezent acolo. Lângă poartă se află hipodromul, pe care erau organizate curse de cai în fața a aprox. 15.000 de spectatori.
Alte obiective impozante sunt templul lui Zeus (construit în anul 162 e.n.) și teatrul (construit în perioada 81-96 e.n.), cu o capacitate de 3.000 de spectatori și o acustică remarcabilă.  
Principala stradă din complex are o lungime de 800 m, este flancată de 500 de coloane și pavată cu pietrele originale. 
Complexul din Jerash este considerat cel mai bine prezervat sit roman din afara Italiei. 
Începând cu anul 1981 complexul găzduiește, anual (în timpul verii), festivalul  de cultură și artă din Jerash.